# Cuore nero (Franco Ricciardi)
Cuore nero è il decimo album del cantante napoletano Franco Ricciardi, pubblicato nel 1997. All'interno sono presenti i brani Cuore nero in collaborazione con il gruppo musicale 99 Posse e Vado a dormire con Speaker Cenzou

## Tracce
1. Dove sei
2. Cuore nero - (con 99 Posse)
3. Nannì
4. Radio Tirana
5. Vado a dormire (con Speaker Cenzou)
6. Mi fai schifo amore
7. Volerò
8. Danza